# Alexander Powernow
Alexander Powernow –también escrito como Alexander Povernov– es un deportista alemán que compitió en boxeo.
Ganó una medalla de bronce en el Campeonato Mundial de Boxeo Aficionado de 2005 y una medalla de bronce en el Campeonato Europeo de Boxeo Aficionado de 2006, ambas en el peso pesado.

## Palmarés internacional
| Campeonato Mundial | Campeonato Mundial | Campeonato Mundial | Campeonato Mundial |
| Año                | Lugar              | Medalla            | Categoría          |
| ------------------ | ------------------ | ------------------ | ------------------ |
| 2005               | Mianyang (China)   | Medalla de bronce  | 91 kg              |
| Campeonato Europeo |                    |                    |                    |
| Año                | Lugar              | Medalla            | Categoría          |
| 2006               | Plovdiv (Bulgaria) | Medalla de bronce  | 91 kg              |